# 시할구

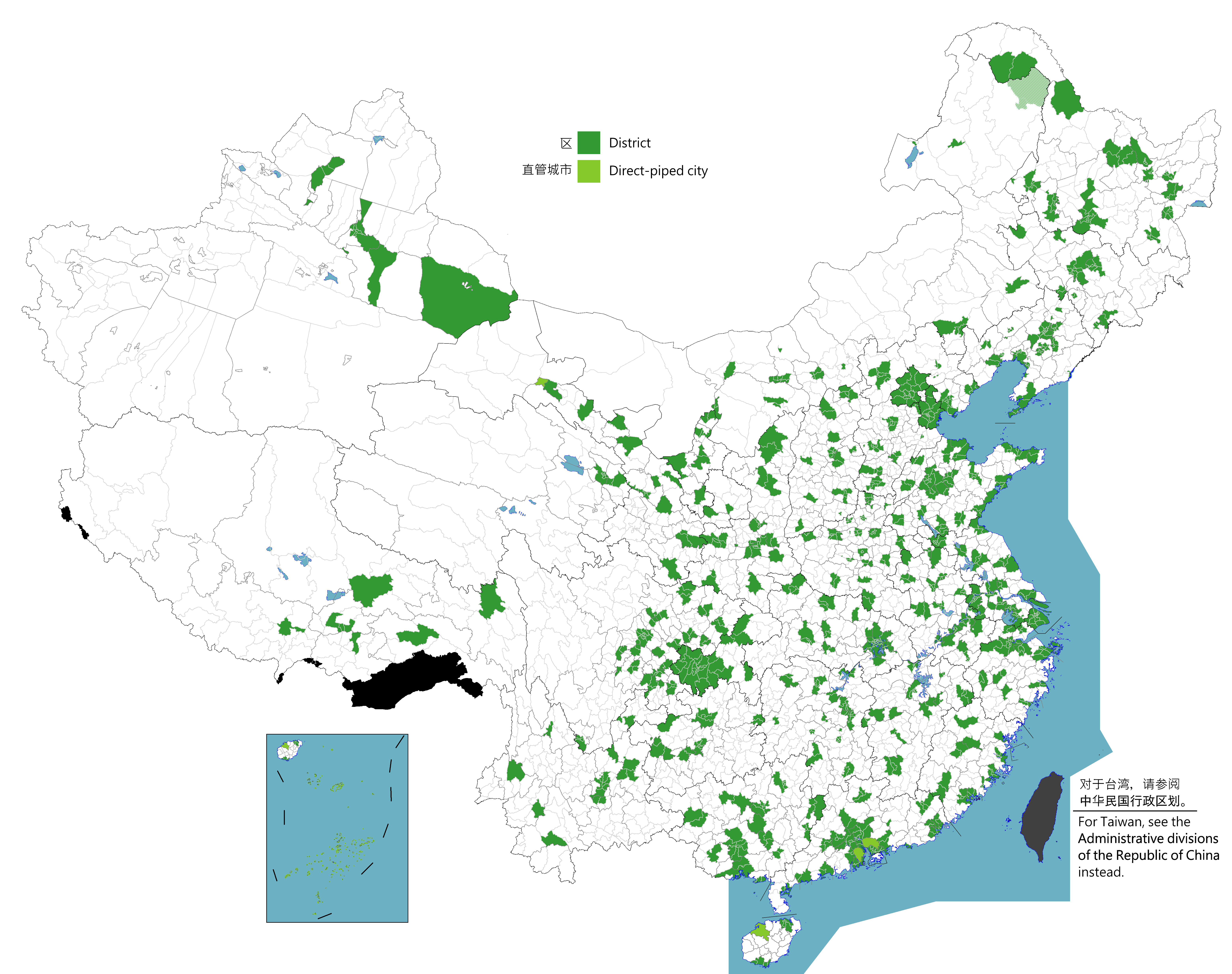

시할구(중국어 정체자: 市轄區, 간체자: 市辖区, 병음: Shìxiáqū)는 중국의 도시의 행정구역 단위의 한 종류이다.

## 중화인민공화국의 시할구
중화인민공화국에서 「시할구」는 직할시나 대도시(지급시)의 시가에 설치된 현급 행정구이다. 시할구 아래의 구획은 향급 행정구에서, 대도시와 개발이 진행된 지구에서는 주로 가도(街道), 공업화·도시화의 발달 과정 중의 도시에서는 진(鎭)이나 향(郷)이 주가 되고 있다.
시할구가 다른 현급 행정구와 다른 것은 그것이 도시의 실질 영역 부분에 속해 있다는 것이다. 즉 인구밀도가 높고, 유동 인구가 집중되고 있어, 도시 인구비율은 높고, 문화·경제·무역이 발달해 있다.

## 중화민국의 시할구
국공 내전 후 중화민국에서 구는 직할시(타이베이시와 가오슝시)와 성할시 아래의 행정구역이다.현 아래의 현할시에 해당하며, 향이나 진(鎭)과 같은 급에 있다.
중화민국의 지방 행정구역 속에서 행정원직할시(원할시) 및 성할시 아래의 행정 단위는 「구」뿐이다. 1968년에 타이베이 시가 성할시에서 원할시에 승격하는 과정에서 타이베이 현에 속해 있던 향을 몇 개 편입했을 때 이것을 구로 고쳤다. 1990년에 구가 재편성되어 현재의 타이베이 시의 12구가 되었다. 그 외 남부의 가오슝 시와 성할시인 타이중시, 지룽시, 지룽시, 자이시, 타이난시에도 각각 구가 존재한다. 대만의 구와 향, 진, 현할시는 한결같이 구조를 행정변사단위(지방 자치체는 아니다)를 하고 있어, 리(里)도 관할하지만 촌(村)은 관할하지 않는다. 구장(区長)은 시장으로 임명되어 임기는 4년이다.